# 15379 Alefranz
15379 Alefranz este un asteroid din centura principală de asteroizi.

## Descriere
15379 Alefranz este un asteroid din centura principală de asteroizi. A fost descoperit pe 29 august 1997 la Sormano de Piero Sicoli și Paolo Chiavenna. El prezintă o orbită caracterizată de o semiaxă mare de 2,46 ua, o excentricitate de 0,10 și o înclinație de 5,4° în raport cu ecliptica.